# Чеченэнерго
ОАО «Чеченэнерго» — компания энергоснабжения Чеченской Республики, центральный офис которой расположен в Грозном.

## Описание
В состав «Чеченэнерго» входит 21 подразделение, в том числе 13 районных электрических сетей и три предприятия — Грозненские, Гудермесские и Аргунские городские электрические сети. Энергоснабжение осуществляется по сетям напряжением от 0,4 до 110 кВ. Компания обеспечивает энергией 1,3 млн человек и площадь 16,1 тысячи км². В состав ОАО входят 4 929 подстанций суммарной мощностью 1 952 МВА. Общая длина воздушных и кабельных линий электропередачи составляет 13 800 км. За 4 квартал 2013 года потребителям было отпущено 322 млн кВт*ч электроэнергии. Автопарк составляет 267 единиц техники.